# Unité urbaine de Vannes
L'unité urbaine de Vannes est une unité urbaine française centrée sur la ville de Vannes, seconde ville, en population, du département du Morbihan, dans la région Bretagne. 

## Données générales
Dans le zonage réalisé par l'Insee en 1999, l'unité urbaine était composée de deux communes.
Dans le zonage réalisé en 2010, l'unité urbaine était composée de quatre communes, celle-ci s'étant étendue aux communes de Plescop et Séné.
Dans le nouveau zonage réalisé en 2020, elle est composée des quatre mêmes communes.
En 2022, avec 82 593 habitants, elle représente la 2e unité urbaine du département du Morbihan, après l'unité urbaine de Lorient (1re rang départemental) et occupe le 5e rang dans la région Bretagne.
En 2022, sa densité de population s'élève à 812 hab/km2. Par sa superficie, elle ne représente que 1,49 % du territoire départemental mais, par sa population, elle regroupe 10,64 % de la population du département du Morbihan

## Composition 2020 de l'unité urbaine
Elle est composée des quatre communes suivantes :
| Nom                   | Code Insee | Département | Statut       | Superficie (km2) | Population (dernière pop. légale) | Densité (hab./km2) | Modifier                                    |
| --------------------- | ---------- | ----------- | ------------ | ---------------- | --------------------------------- | ------------------ | ------------------------------------------- |
| Vannes (ville-centre) | 56260      | Morbihan    | ville-centre | 32,30            | 54 955 (2022)                     | 1 701              | modifier les données · modifier les données |
| Plescop               | 56158      | Morbihan    | banlieue     | 23,35            | 6 200 (2022)                      | 266                | modifier les données · modifier les données |
| Saint-Avé             | 56206      | Morbihan    | banlieue     | 26,09            | 12 173 (2022)                     | 467                | modifier les données · modifier les données |
| Séné                  | 56243      | Morbihan    | banlieue     | 19,94            | 9 265 (2022)                      | 465                | modifier les données · modifier les données |

## Évolution démographique
| 1968   | 1975   | 1982   | 1990   | 1999   | 2006   | 2011   | 2016   | 2022   |
| ------ | ------ | ------ | ------ | ------ | ------ | ------ | ------ | ------ |
| 44 868 | 51 440 | 56 073 | 61 719 | 71 601 | 75 657 | 76 899 | 79 217 | 82 593 |

#### Données générales
- Unité urbaine
- Aire d'attraction d'une ville
- Liste des unités urbaines de France

#### Données démographiques en rapport avec l'unité urbaine de Vannes
- Aire d'attraction de Vannes
- Arrondissement de Vannes

#### Données démographiques en rapport avec le Morbihan
- Démographie du Morbihan